# Bobby Combe
James Robert "Bobby" Combe (Leith, 29 de janeiro de 1924 - 19 de janeiro de 1991) foi um futebolista escocês que atuava como meia.

## Carreira
Bobby Combe fez parte do elenco da Seleção Escocesa de Futebol, na Copa do Mundo de 1954, porém ele não viajou para a Suíça.[carece de fontes?]